# SNO+

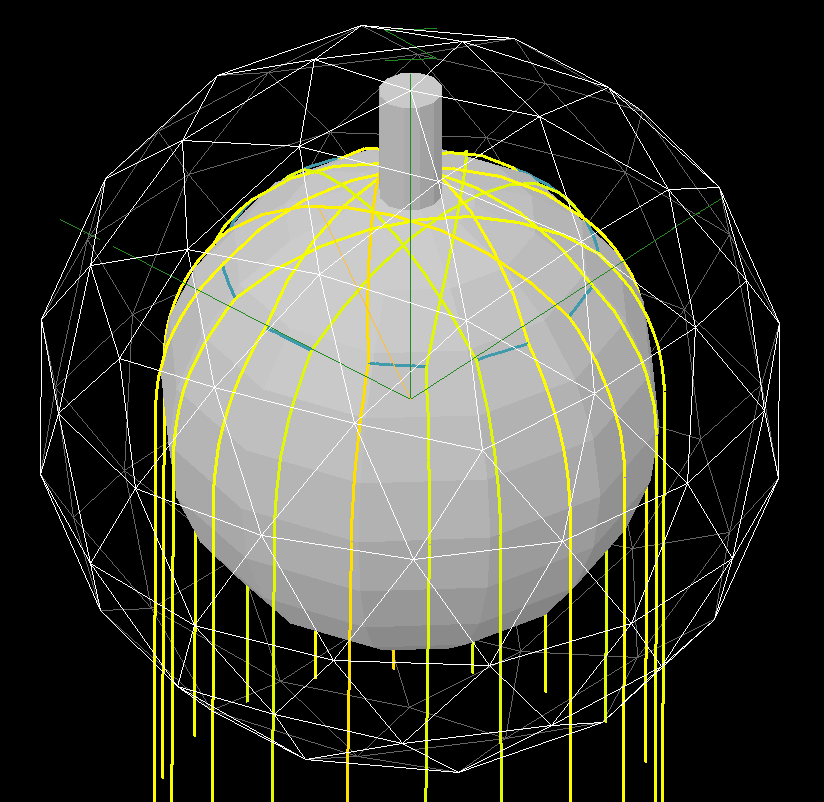
Система тросов для установки акриловой сферы

Детектор SNO+ (Эксперимент SNO+) — представляет собой физический эксперимент по измерению нейтрино, находящийся на стадии строительства (на февраль 2011 года), и использующий часть оборудования Садберийской нейтринной обсерватории (сокр. англ. SNO), установленного в шахте Крейгтон. Основной задачей эксперимента является измерение солнечных нейтрино, рожденных в результате протон-электрон-протонных (PEP) реакций (в SNO изучались нейтрино от реакции 8B). Также целью является изучение нейтрино, образующихся в результате радиоактивного распада на Земле, а также двойного бета-распада.
Для достижения этих целей используется в качестве жидкого сцинтиллятора линейный алкилбензол. В результате взаимодействия нейтрино с ним рождается в несколько раз больше света, чем при взаимодействии с тяжёлой водой в виде черенковского излучения в эксперименте SNO. Следовательно, порог по энергии для обнаружения нейтрино уменьшается. Становится возможным наблюдать нейтрино, рождающиеся в PEP реакциях на Солнце с энергией ~1,44 МэВ. Кроме того, в экспериментах с жидким сцинтиллятором можно обнаружить антинейтрино, образующиеся в ядерных реакторах и при естественном распаде тория и урана в Земле.
В результате полугодового эксперимента были обнаружены антинейтрино, возможно, образующиеся в ядерных реакторах 